# 希爾米勒
赫爾梅爾是黎巴嫩的城鎮，由貝卡省負責管轄，位於該國東北部，距離首都貝魯特140公里，面積136.4平方公里，海拔高度780米，2008人口23,604，大部分居民信奉伊斯蘭教。
1. ↑  . Localiban.   [2017-07-04]. （原始内容存档于2017-09-09）.